# Almodóvar del Río
Almodóvar del Río is een gemeente in de Spaanse provincie Córdoba in de regio Andalusië met een oppervlakte van 173 km². In 2007 telde Almodóvar del Río 7682 inwoners.

## Demografische ontwikkeling

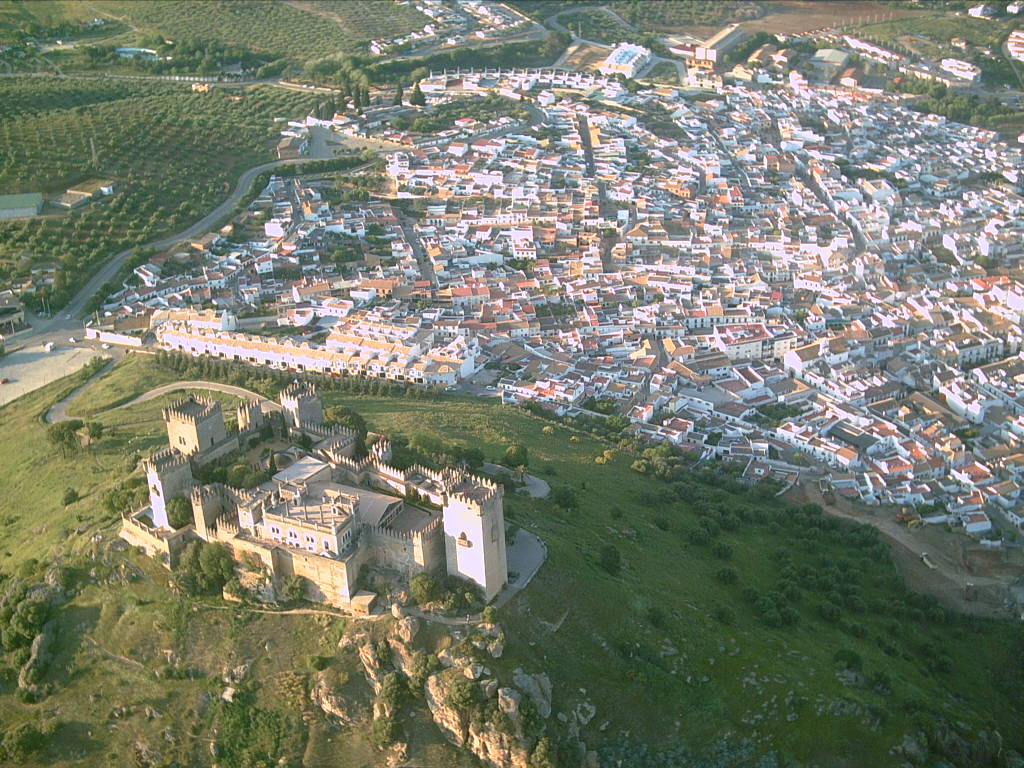
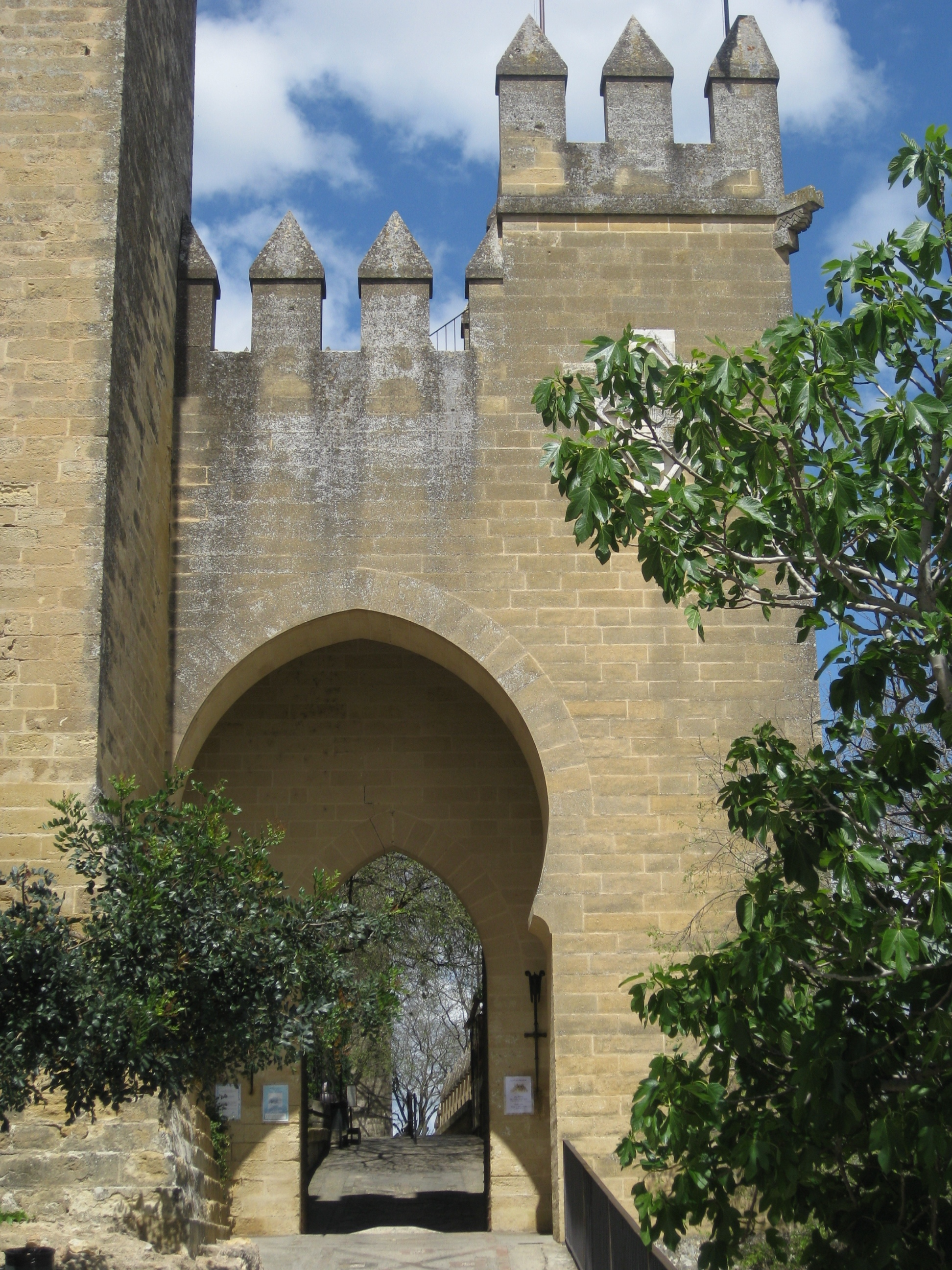
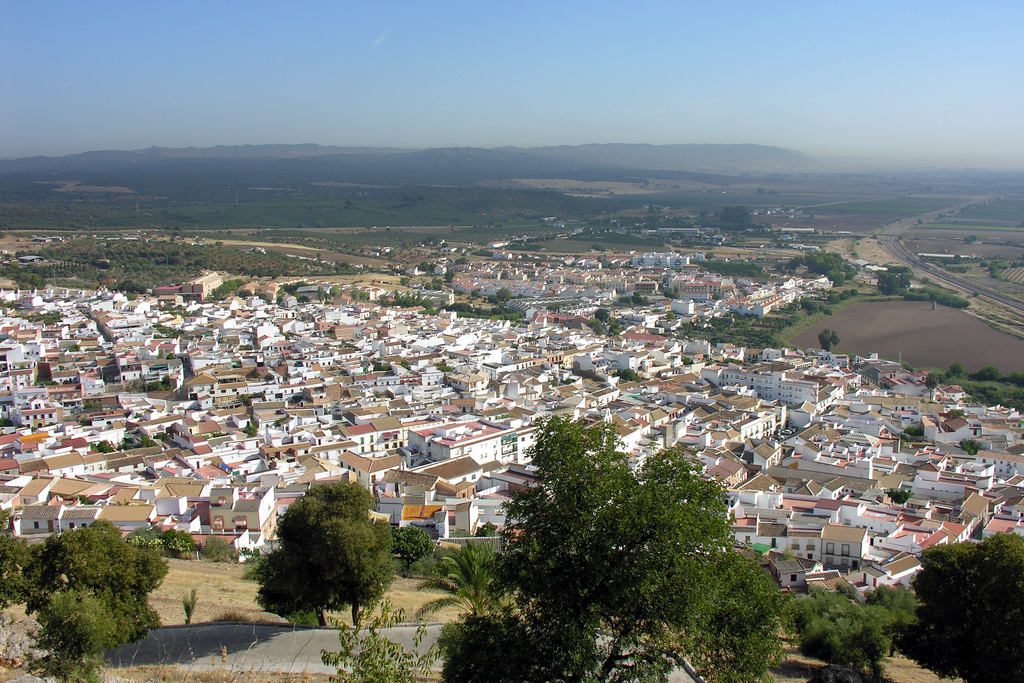
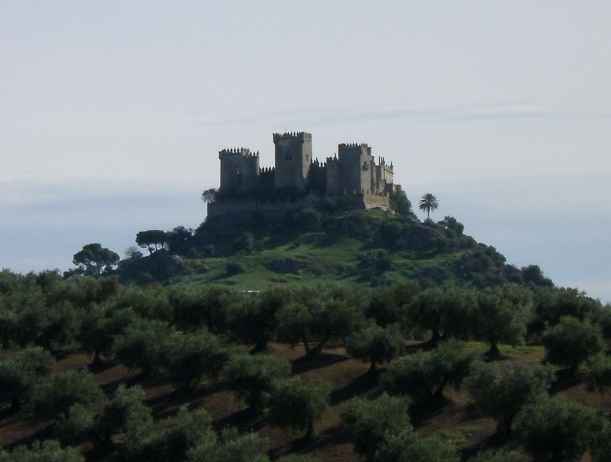

Bron: INE, 1857-2011: volkstellingen